# Stade de l'Université du Québec à Trois-Rivières
Le stade de l'Université du Québec à Trois-Rivières est un stade polyvalent situé sur le campus de l'Université du Québec à Trois-Rivières, au Canada.

## Histoire
Le stade de l'UQTR est principalement utilisé pour les activités d'athlétisme et de soccer. En plus d'accueillir des sports universitaires, un important locataire fut l'équipe école de l'Impact de Montréal, l'Attak de Trois-Rivières de la Ligue canadienne de soccer. Le stade comporte une tribune unique qui a également une salle de presse.